# Scrupocaberea maderensis
Scrupocaberea maderensis is een mosdiertjessoort uit de familie van de Candidae. De wetenschappelijke naam van de soort is, als Scrupocellaria maderensis, voor het eerst geldig gepubliceerd in 1860 door Busk.